# クロルフェナピル
クロルフェナピル（英: Chlorfenapyr）は有機ハロゲン化合物の一種。

## 用途
アメリカンサイアナミッド社（現BASF）が開発した殺虫剤で、ピロール系の構造を持ち、果樹・野菜のコナガやハダニの呼吸系を阻害し殺虫効果を現す。日本では1996年4月25日に農薬登録を受け、日本曹達から「コテツ」の商品名で発売されている。

## 安全性
日本の毒物及び劇物取締法では劇物に分類される。半数致死量（LD50）はラットへの経口投与の場合、626mg/kg、雄461mg/kg・雌304mg/kgのデータがある。ウサギへの経皮投与の場合は2000mg/kg以上。ミジンコ属の24-96時間半数致死濃度（LC50）は0.0061 mg/Lと水生生物に対し強い毒性を持ち、分解されにくいため長期間環境に影響する。ヒトの一日摂取許容量（ADI）は0.026mg/kg/day。加熱により分解し、塩化水素、フッ化水素、窒素酸化物などの有害ガスを生じる。